# مل غاه
مل غاه (بالفارسية: مل‌گاه) هي قرية تقع في قسم آبدان الريفي (مقاطعة دير) في إيران. يقدر عدد سكانها بـ 90 نسمة بحسب إحصاء 2016.